# Okamoto Taró
Okamoto Taró (japánul: 岡本 太郎; Takacu, [ma: Takucu-ku], 1911. február 26. – Tokió, 1996. január 7.) japán festő és szobrász. Két- és háromdimenziós alkotásokat készített, az absztrakt művészet és a szürrealizmus irányvonala határozta meg működését. Leghíresebb alkotása 1970-ből való, címe A napfény tornya (japánul: 太陽の塔), az oszakai világkiállításon mutatta be.

## Életpályája
Okamoto Taró művészcsaládban született, atyja, Okamoto Ippei grafikusművész volt, képregényeket és karikatúrákat rajzolt, anyja, Kanoko Okamoto író volt. 1929-ben Okamoto Taró festészeti diplomát szerzett Tokióban, s még ugyanebben az évben családjával együtt Európába utazott, 1930-ban Párizsban telepedtek le. Párizsban főleg Pablo Picasso művészete hatott Okamoto Taró művészetére, Kurt Seligmann (1900-1962) svájci szürrealista festőművésszel együtt a non-figuratív képzőművészet eszményeit hirdették, hamarosan csatlakoztak az Abstraction-Création (=absztrakció-alkotás) művészeti csoporthoz. 1938-ban néprajzot tanult Marcel Mauss etnológustól a Sorbonne-on, majd egy Párizsban rendezett nemzetközi szürrealista kiállításon szerepelt munkáival. Franciaország német megszállása után, 1940-ben haza kellett mennie Japánba. Részt vett a háborúban, a kemény harcok megviselték, a háborúnak sem előtte, sem utána nem látta értelmét.
1946-ban a háborúból hazatérve tapasztalnia kellett, hogy tokiói műhelye és benne munkái egy légitámadás következtében elpusztultak. 1948-ban több művésszel együtt, köztük Kiyoteru Hanada irodalomkritikus, avantgárd művészeti csoportot alapított. 1954-ben a 27. Velencei biennálé egyik kiállító művésze. Kerámia domborművel díszítette a tokiói prefektúra falát. Három híres munkája van, A napfény tornya, Az anya tornya és Az ifjúság tornya című munkái az 1970-es évekből, az oszakai világkiállításon mutatta be azokat. A napfény tornya (Tower of the Sun) című munkája monumentális szobrászati alkotás, mely az életöröm és a napfényenergia allegorikus dicsérete. További számos nevezetes monumentális alkotása van, köztük A holnap mítosza (1969) című freskó, amely 30 méter hosszú és 5,5 méter széles. Az 1980-as években a japán TV-nek is dolgozott, videokazettáinak szlogenje: „A művészet robbanás” (芸術は爆発だ). Népszerű művész vált belőle, fontosabb munkáit 1991-ben Kavaszaki városnak ajándékozta, e város díszpolgárává választották 1993-ban. Parkinson-kór gyötörte, ennek következtében 1996-ban hunyt el akut légzési elégtelenség miatt.

## Emlékezete
Tiszteletére műhelyében, Tokióban Okamoto Taró Emlékmúzeumot létesítettek, 1998-ban nyitották meg. 1999-ben Kawasaki város is megnyitotta az Okamoto Taró Művészeti Múzeumot.

## Galéria

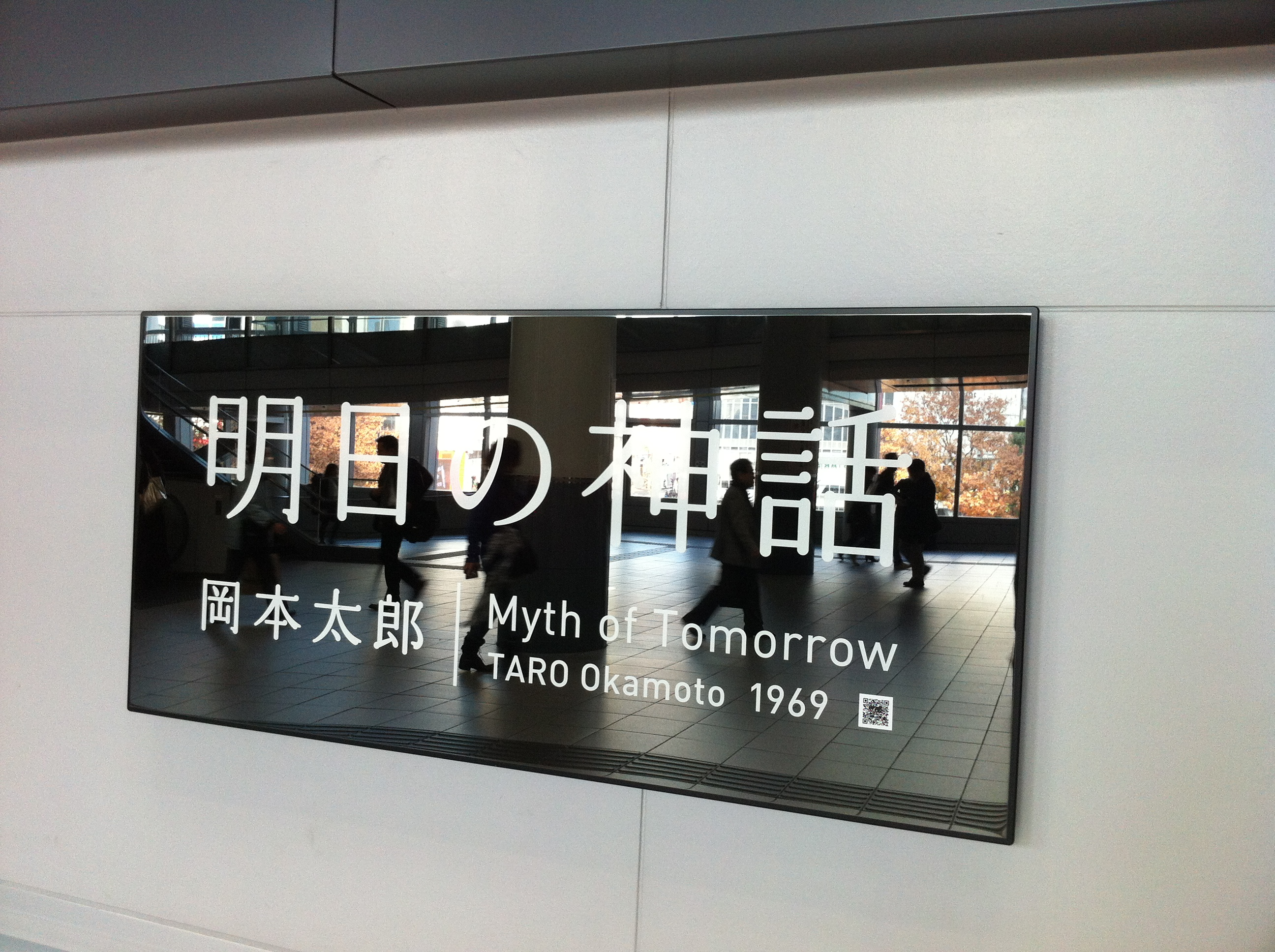
A holnap mítosza reklámja